# Fused
Fused es un álbum de estudio del guitarrista de Black Sabbath, Tony Iommi, con la participación del bajista y vocalista Glenn Hughes, editado en 2005 por Sanctuary Records.
El disco marca la tercera colaboración Iommi-Hughes tras el álbum de Black Sabbath Seventh Star, de 1986, y el EP de Iommi en solitario, The 1996 DEP Sessions.
El batería Kenny Aronoff y el teclista-productor Bob Marlette completan el personal que trabajó en el álbum.

## Lista de canciones

### Lista original
1. "Dopamine" – 4:10
2. "Wasted Again" – 3:56
3. "Saviour of the Real" – 4:07
4. "Resolution Song" – 4:56
5. "Grace" – 5:13
6. "Deep Inside a Shell" – 3:42
7. "What You're Living For" – 4:37
8. "Face Your Fear" – 4:36
9. "The Spell" – 4:57
10. "I Go Insane" – 9:13

### Bonus Tracks
1. "Let It Down Easy" - 4:34
2. "The Innocence" - 4:40
3. "Slip Away" - 5:23

## Músicos
- Tony Iommi - guitarra, productor
- Glenn Hughes - voz, bajo
- Kenny Aronoff - batería
- Bob Marlette - teclados, bajo, productor